# Centro Penitenciario Abierto de Tarragona
El Centro Penitenciario Abierto de Tarragona es una prisión de la Generalidad de Cataluña situada en el municipio de Tarragona, España. Actualmente ocupa las instalaciones de la antigua prisión de Tarragona mientras se está construyendo el nuevo Centro Penitenciario Abierto en la calle del Arzobispo José Pont Gol.